# Schoepfia schreberi
Schoepfia schreberi är en tvåhjärtbladig växtart som beskrevs av J. Gmelin. Schoepfia schreberi ingår i släktet Schoepfia och familjen Schoepfiaceae. Inga underarter finns listade i Catalogue of Life.